# James Reid (Sportschütze)
James Reid (* 8. März 1875 in Buckie; † 19. März 1957 ebenda) war ein britischer Sportschütze aus Schottland.

## Erfolge
James Reid nahm an den Olympischen Spielen 1912 in Stockholm teil, bei denen er in zwei Disziplinen antrat. Die Einzelkonkurrenz mit dem Armeegewehr auf 600 m schloss er mit 86 Punkten auf dem 13. Rang ab. Mit dem Armeegewehr war er außerdem Teil der britischen Mannschaft, die über vier verschiedene Distanzen hinter den Vereinigten Staaten und vor Schweden den zweiten Platz belegte. Neben Reid gewannen Harcourt Ommundsen, Edward Skilton, Henry Burr, Edward Parnell und Arthur Fulton die Silbermedaille. Mit 266 Punkten war er gemeinsam mit Burr, Skilton und Parnell der zweitbeste Schütze der Mannschaft.